# Richard Congreve
Pour les articles homonymes, voir Congreve.
Richard Congreve (4 septembre 1818 – 5 juillet 1899) est un philosophe anglais, l'une des figures de proue de l'interprétation religieuse de la théorie du positivisme d'Auguste Comte. En cette capacité, il fonde l'Association positiviste de Londres en 1867 et l'Église comtiste de l'Humanité en 1878. Il est également l'auteur de pamphlets politiques.

## Vie et éducation

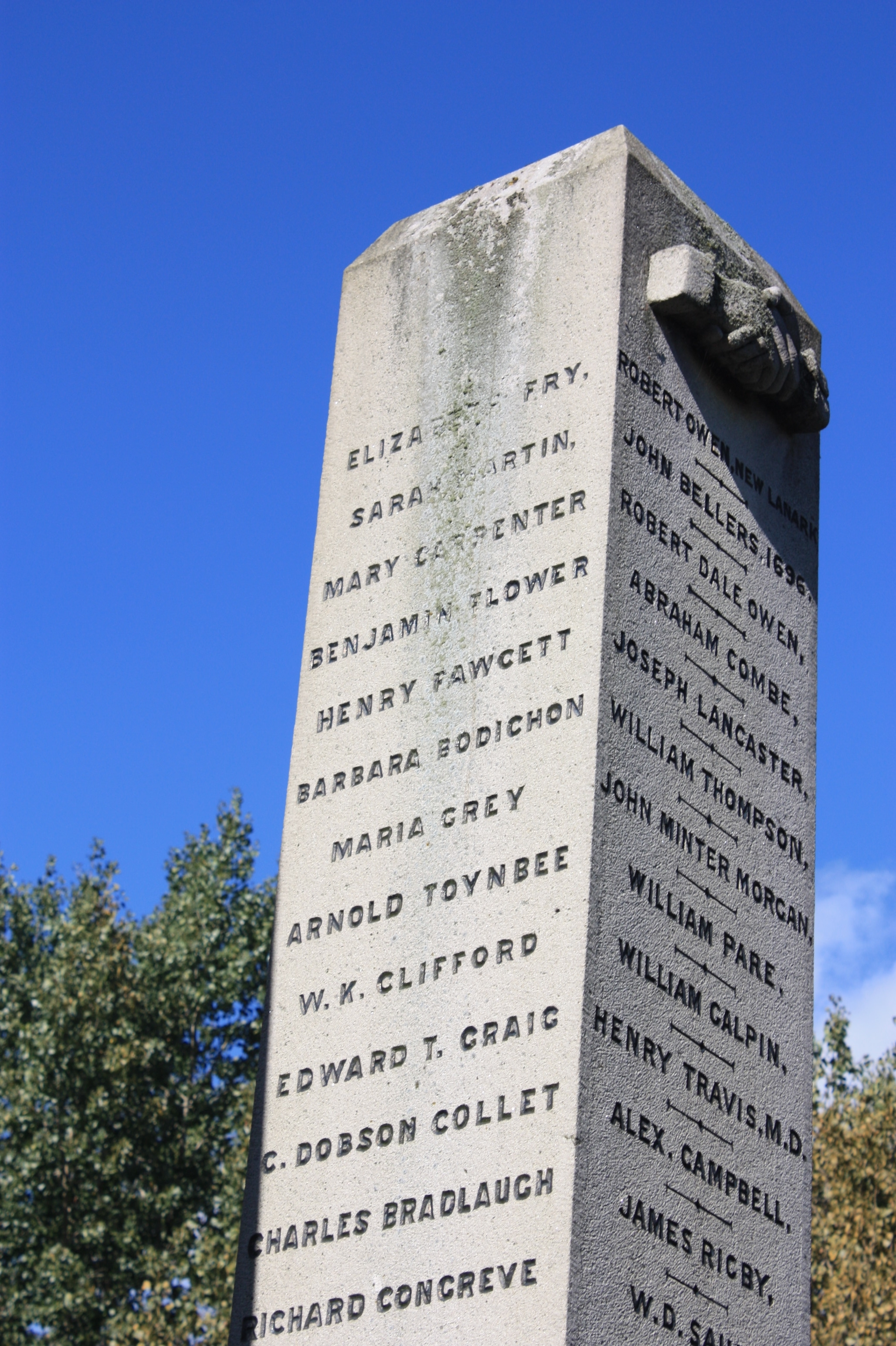
Nom de Richard Congreve, sur le Monument des Réformateurs, cimetière de Kensal Green

Congreve est né à Leamington Hastings, Warwickshire, le 4 septembre 1818. Il étudie avec le Dr Arnold à Rugby, et à l'université d'Oxford, où il obtient une bourse d'études au Wadham College, Oxford. Inscrit le 23 février 1837, il passe une licence (B. A.) avec mention très bien en Humanités en 1840, suivi trois ans plus tard par une maîtrise (M.A). 
Il reste sous l'influence du célèbre Dr Arnold, directeur du collège de Rugby, dont il s'imprègne du sérieux et aussi des idées d'obédience latitudinaire. 
Ses succès universitaires lui permettent de devenir professeur dans son ancien collège où il enseigne comme « Master » de 1845 à 1848, puis comme « Tutor » pendant les dix années qui suivent. Son influence sur ses élèves est réputée comme ayant été particulièrement stimulante, tant sur le plan intellectuel que moral.
La vie de Congreve bascule lors d'une visite à Paris peu après la Révolution française de 1848. Il y rencontre Jules Barthélemy-Saint-Hilaire et Auguste Comte, et du coup, cède à l'influence du positivisme au point qu'il en adopte l'ensemble du système théorique, y compris le culte religieux. Cette démarche le conduit à démissionner de son mouvement, axé à gauche, d'Oxford (1855) et bientôt à fonder une communauté positiviste à Londres.
En 1856, il épouse Marie, fille de J. Berry de Warwick.
Congreve étudie la médecine et devient en 1866 du Collège Royal des Médecins. Dans les premiers jours du mouvement positiviste, il s'affirme comme le principal instigateur de la mise en place de la propagande diffusée depuis Chapel Street, Lamb's Conduit Street, à Londres, et pendant quelques années travaille en harmonie avec Frederic Harrison et d'autres membres de la communauté. 
En 1878, cependant, il publie une circulaire (17 juin), dans laquelle il exige pour lui-même une autorité indépendante de celle de Pierre Laffitte, alors universellement reconnu comme le chef du groupe. Certains positivistes se joignent à lui ; d'autres, parmi lesquels Frédéric Harrison, John Henry Ponts, Edward Spencer Beesly, Vernon Lushington, et James Cotter Morison, restent dans la mouvance de Laffitte, et s'installent à Newton Hall, Fetter Lane, qui devient leur lieu de réunion.
Congreve se sert de sa nouvelle liberté pour élaborer une forme supérieure de rituel. Malgré une santé défaillante, il maintient ses vues, alors démodées, et garde ses fonctions sacerdotales jusqu'à sa mort à Hampstead le 5 juillet 1899.

## Œuvres
Richard Congreve est l'auteur de :
- La Politique d'Aristote : avec Notes anglaises, Londres, 1855, 2e édition. 1874.
- L'Empire Romain de l'Ouest : quatre conférences données à l'Institution Philosophique, Édimbourg, Londres, 1855.
- Gibraltar ou, la politique étrangère de l'Angleterre, Londres, 1857, (plaidoyer pour l'abandon du Rocher).
- L'Inde, Londres, 1857 (plaidoyer pour l'abandon du Raj Britannique).
- Catéchisme de la religion positive, traduction du français de l'ouvrage d'Auguste Comte, Londres, 1858, 2e édition 1883, 3e édition 1891.
- Lettre sur la grève, Londres, 1859.
- Italie et les puissances occidentales, et Élisabeth d'Angleterre, Londres, 1862.
- Mr Broadhead et la presse anonyme, Londres, 1867.
- Essais politiques, sociaux et religieux, Londres, 1874, 2e série. 1892.
- Le Catholicisme humain, Londres, 1876.

### Autre source
- (en) Cet article est partiellement ou en totalité issu de l’article de Wikipédia en anglais intitulé « Richard Congreve » (voir la liste des auteurs).